# Nutriente
Um nutriente é uma substância utilizada por um organismo para sobreviver, crescer e reproduzir. Nutrientes são necessários para animais, plantas, fungos e protistas. Nutrientes podem ser incorporados nas células para serem usados no metabolismo ou excretados pelas células para criar estruturas não-celulares, como cabelo, escama, penas ou exoesqueletos. Alguns nutrientes podem ser metabolicamente convertidos em moléculas menores no processo de liberação de energia, como no caso de carboidratos, lipídios e produtos de fermentação (etanol ou vinagre), criando produtos finais compostos por água e dióxido de carbono. Todos os organismos precisam de água. Os nutrientes essenciais para os animais são as fontes de energia, alguns dos aminoácidos que são combinados para criar proteínas, alguns ácidos graxos, vitaminas e certos minerais. Plantas precisam de minerais mais diversos, absorvidos através de suas raízes, e também o dióxido de carbono e oxigênio absorvido através de suas folhas. Os fungos vivem em matéria orgânica viva ou morta e conseguem os nutrientes necessários através de seu hospedeiro.
Para diferentes tipos de organismos existem diferentes nutrientes essenciais. Ácido ascórbico (vitamina C) é essencial (precisa ser consumido em quantidade suficiente) para humanos e algumas outras espécies de animais, enquanto as plantas e outros animais não necessitam, pois podem sintetizá-lo. Nutrientes podem ser orgânicos ou inorgânicos: compostos orgânicos incluem a maioria dos compostos que contenham carbono, enquanto todos os outros compostos químicos são inorgânicos. Os nutrientes inorgânicos incluem o ferro, o selênio e o zinco, enquanto os nutrientes orgânicos incluem compostos que fornecem energia e vitaminas, entre outros.
Uma classificação usada primariamente para descrever necessidades nutricionais de animais divide nutrientes em macronutrientes e micronutrientes. Consumidos em relativamente grandes quantidades (gramas), macronutrientes (carboidratos, gorduras, proteínas, água) são primariamente usados para gerar energia ou incorporar em tecidos para crescimento e reparo.
Micronutrientes são necessários em menores quantidades (miligramas ou microgramas); eles têm funções fisiológicas e bioquímicas sutis nos processos celulares, como funções vasculares ou condução do nervo. Quantidades insuficientes de nutrientes essenciais, ou doenças que interferem em sua absorção, resultam em um estado de deficiência que compromete o crescimento, a sobrevivência e a reprodução. Conselhos de ingestão nutricional do consumidor, como a Ingestão Diária Recomendada dos Estados Unidos, são baseados em resultados de deficiências nutricionais e fornecem guias que estabelecem limites de macronutrientes e micronutrientes tanto para menos quanto para mais. Em muitos países, quantidades significativas de macronutrientes e micronutrientes são obrigadas por lei a serem mostradas em rótulos de produtos alimentícios. Nutrientes em quantidades maiores que o corpo necessita pode ter efeitos prejudiciais. Plantas consumíveis também contém milhares de compostos, geralmente chamados de fitoquímicos, que têm efeitos desconhecidos na doença e na saúde, incluindo uma classe diversa de não-nutrientes, chamada polifenóis, que permanece com poucas informações até 2017.

## Tipos

### Macronutrientes
Macronutrientes são definidos de diversas maneiras.
- Os elementos químicos que os seres humanos consomem em grandes quantidades são o carbono, hidrogênio, nitrogênio, oxigênio, fósforo e enxofre, abreviado como CHNOPS.
- Os compostos químicos que os seres humanos consomem em grandes quantidades e fornecem energia são classificados como carboidratos, proteínas e gorduras. Água também deve ser consumida em grandes quantidades.
- Íons de cálcio, sódio, potássio, magnésio e cloro, junto com fósforo e enxofre, vão junto na lista de macronutrientes porque eles são necessários em grandes quantidades quando comparado ao micronutrientes, como as vitaminas e outros minerais (minerais de traços ou de ultratraços).[3]

Macronutrientes fornecem energia:
- Carboidratos são compostos feitos de diferentes açúcares. Carboidratos são classificados de acordo com seu número de unidades de açúcar: monossacarídeos (como glicose e frutose), dissacarídeos (como sacarose e lactose), oligossacarídeos e polissacarídeos (como amido, glicogênio e celulose).
- Proteínas são compostos orgânicos que consistem de aminoácidos ligados por ligações peptídicas. Como o corpo não pode produzir alguns dos aminoácidos (chamados de aminoácidos essenciais), a dieta deve fornecer eles. Através da digestão, proteínas são quebradas por proteases deixando os aminoácidos livres.
- Gorduras consistem de uma molécula de glicerina com três ácidos graxos anexados. Moléculas de ácidos graxos contêm um grupo de -COOH anexado às cadeias de hidrocarboneto não ramificadas, conectadas somente por ligações simples (ácidos graxos saturados) ou conectadas por ligações simples e ligações compostas (ácidos graxos não saturados). Gorduras são necessárias para a construção e manutenção de membranas celulares, para manter uma temperatura corporal estável e manter a saúde da pele e dos cabelos. Como o corpo não produz certos ácidos graxos (chamados ácidos graxos essenciais), eles devem ser obtidos através da dieta.

Gordura tem energia de 38 quilojoules por grama (9 quilocalorias por grama) e proteínas e carboidratos 17 KJ/g (4 kcal/g).

### Micronutrientes
Os micronutrientes sustentam o metabolismo.
- Minerais dietéticos são geralmente elementos de traços, sais, ou íons como cobre e ferro. Alguns desses minerais são essenciais para o metabolismo humano.
- Vitaminas são compostos orgânicos essenciais para o corpo. Eles geralmente agem como coenzimas ou cofatores para várias proteínas no corpo.

## Essentialidade

### Essencial
Um nutriente essencial é um nutriente necessário para o funcionamento fisiológico normal que não pode ser sintetizado no corpo, ou pelo menos não em quantidade suficiente, e desse modo, deve ser obtido de uma fonte dietética. Além da água, que é universalmente necessária para a manutenção da homeostase nos mamíferos, os nutrientes essenciais são indispensáveis para vários processos metabólicos na célula e para a manutenção e função de tecidos e órgãos. No caso dos seres humanos, existem nove aminoácidos, dois ácidos graxos, treze vitaminas e quinze minerais que são considerados nutrientes essenciais. Também existem várias moléculas que são consideradas nutrientes condicionalmente essenciais, pois são indispensáveis em certos estados patológicos e do desenvolvimento.

#### Amino ácidos
Um aminoácido essencial é um aminoácido que é necessário a um organismo mas não pode ser sintetizado por ele e assim deve ser fornecido na dieta. Dos vinte aminoácidos padrões que produzem proteínas, nove não podem ser sintetizados por seres humanos: fenilalanina, valina, treonina, triptofano, metionina, leucina, isoleucina, lisina e histidina.

#### Ácidos graxos
Ácidos graxos essenciais são ácidos graxos que seres humanos e outros animais devem ingerir porque o corpo necessita-os e não pode sintetizá-los. Existem apenas dois ácidos graxos que sabe-se ser essencial para os seres humanos: ácido alfa-linolênico (um ácido graxo ômega-3) e ácido linoleico (um ácido graxo ômega-6).

#### Vitaminas
Vitaminas são moléculas orgânicas essenciais para um organismo que não são classificadas como aminoácidos ou ácidos graxos. Elas comumente funcionam como cofatores enzimáticos, reguladores de metabolismo e antioxidante. Seres humanos necessitam de treze vitaminas em sua dieta e a maioria delas sao na verdade, grupos de moléculas relacionadas (ex.: vitamina E inclui tocoferol e tocotrienol): vitaminas A, C, D, E, K, Tiamina (B1), Riboflavina (B2), Niacina (B3), Ácido pantoténico (B5), Vitamina B6, Biotina (B7), Ácido fólico (B9), Cobalamina (B12). A necessidade de vitamina D é condicional, pois pessoas que têm exposição suficiente à luz ultravioleta, do sol ou de uma fonte artificial, sintetizam vitamina D em sua pele.

#### Minerais
Minerais são elementos químicos exógenos indispensáveis para a vida. Embora os quatro elementos: carbono, hidrogênio, oxigênio e nitrogênio sejam essenciais para a vida, eles são tão abundantes nas comidas e bebidas que não são considerados nutrientes e não há quantidades de consumo recomendadas para eles como minerais. A demanda por nitrogênio é suprida pela quantidade recomendada de proteína, que é composta de aminoácidos que contém nitrogênio. Enxofre é essencial, mas não há uma quantidade de consumo recomendada. Em vez disso, há quantidades recomendadas para aminoácidos que contem enxofre, como a metionina e a cisteína.
Os minerais essenciais para os seres humanos, em ordem da quantidade recomendada, são: potássio, cloro, sódio, cálcio, fósforo, magnésio, ferro, zinco, manganês, cobre, iodo, cromo, molibdênio, selênio e cobalto (o último é um componente da vitamina B12). Existem outros minerais que são essenciais para algumas plantas e animais, mas podem ou não serem essenciais para os seres humanos, como o boro e o silício.

### Condicionalmente essential
Nutrientes condicionalmente essenciais são certas moléculas orgânicas que podem normalmente serem sintetizadas por um organismo, mas sob certas condições em quantidades insuficientes. Em seres humanos, tais condições incluem nascimento prematuro, consumo limitado de nutrientes, crescimento rápido e certas doenças. Colina, inositol, taurina, arginina, glutamina e nucleotídeos são classificados como condicionalmente essenciais e são particularmente importantes na dieta neonatal e para o metabolismo.

### Não essencial
Nutrientes não essenciais são substâncias dentro da comida que podem ter um impacto significativo na saúde. Fibra dietética insolúvel não é absorvida no sistema digestivo humano, mas é importante para manter o movimento do intestino e evitar constipação. Fibra solúvel pode ser metabolizada por bactéria residindo no intestino grosso. Fibra solúvel é vendida como prebiótico com promessas de bactéria intestinal “saudável”. Metabolismo bacteriano de fibras solúveis também produzem ácidos graxos de cadeia curta como ácido butanoico, que pode ser absorvido em células intestinais como uma fonte de energia.

### Não-nutrientes
Etanol (C2H5OH) não é um nutriente essencial, mas fornece aproximadamente 29 quilojoules (7 quilocalorias) de energia por grama. Para bebidas destiladas (vodka, gin rum, etc.) uma porção padrão nos Estados Unidos é 44 mililitros, que para 40% de etanol (80 proof) seria 14 gramas e 410 kJ (98 kcal). Para 50% de álcool, 17.5 g e 513 kJ (122.5 kcal). Vinho e cerveja contém uma quantidade semelhante de etanol em porções de 150 e 350 mL, respectivamente, mas essas bebidas para consumo de energia a partir de outros componentes além do etanol. Uma porção de 150 mL de vinho contém de 420 a 540 kJ (100 a 130 kcal). Uma porção de 350mL de cerveja contém de 400 a 840 kJ (95 a 200 kcal). De acordo com o Departamento de Agricultura dos Estados Unidos, baseado nas pesquisas de NHANES entre 2013 e 2014, mulheres com mais de 20 anos consomem em média 6.8 gramas de álcool por dia e homens consomem em média 15.5 gramas por dia. Ignorando a contribuição dos componentes não alcoólicos das bebidas, a contribuição média diária de energia do etanol são 200 e 450 kJ (48 e 108 kcal), respectivamente. Bebidas alcoólicas são consideradas comidas de calorias vazias, porque ao mesmo tempo que elas fornecem energia, elas não contribuem com nenhum nutriente essencial.
Por definição, os fitoquímicos incluem todos os componentes nutricionais de não nutricionais de plantas comestíveis. Incluídos como componentes nutricionais estão carotenóides de provitamina A, enquanto aqueles sem propriedades nutricionais são diversos polifenóis, flavonóides, resveratrol e lignans, (frequentemente dito terem efeitos antioxidantes) que estão presentes em várias plantas. Alguns compostos fitoquímicos estão sob pesquisa preliminar em relação a seus potenciais efeitos na doença e na saúde humana. Contanto, a qualificação de compostos com propriedades não muito bem definidas in vivo, para serem considerado um nutriente é que eles devem primeiro serem definidos com um nível de ingestão diária recomendada para possibilitar rotulamento de comida com precisão, uma condição não estabelecida para a maioria dos fitoquímicos que são ditos serem nutrientes antioxidantes.

## Deficienciências and toxicidade
Uma quantidade inadequada de um nutriente é uma deficiência. Deficiências podem acontecer devido a diversas causas, incluindo uma quantidade errada de ingestão nutricional, chamada de deficiência dietética, ou qualquer das várias condições que interferem com a utilização de um nutriente dentro do organismo. Algumas das condições que interferem com a utilização nutricional incluem problemas com absorção de nutrientes, substâncias que causam uma necessidade maior do que o normal por um nutriente, condições que causam destruição do nutriente, e condições que causam excreção maior de nutrientes. Toxicidade de nutriente ocorre quando o consumo excessivo de um nutriente causa dano a um organismo. Nutrient toxicity occurs when excess consumption of a nutrient does harm to an organism.
Nos Estados Unidos e no Canadá, os níveis de consumo dietético recomendado de nutrientes essenciais são baseados no nível mínimo que “irá manter um nível definido de nutrição em um indivíduo”, uma definição um pouco diferente da usada pela Organização Mundial da Saúde e pela Organização da Comida e Agricultura de “necessidade basal para indicar o nível de consumo para prevenir sinais patologicamente relevantes e clinicamente detectáveis de uma alimentação inadequada”.
Quando se trata de estabelecer diretrizes nutricionais, as organizações governamentais não necessariamente concordam na quantidade necessária para evitar deficiência ou a quantidade máxima para evitar o risco de toxicidade. Por exemplo, para a vitamina C, o consumo recomendado varia de 40 mg/dia na Índia a 155 mg/dia para a União Européia. A tabela abaixo mostra os Requisitos Médios Estimados (RMEs) dos Estados Unidos e a Tolerância Dietética Recomendada (TDRs) para vitaminas e minerais, CRPs da União Européia (mesmo conceitos dos TDRs), seguido pelo que três organizações governamentais julgam ser um limite máximo seguro. TDRs são maiores do que RMEs para incluir pessoas com necessidades médias maiores. Consumo Adequado (CAs) é estabelecido quando não há informação suficiente para estabelecer RMEs e TDRs. Países estabelecem níveis de consumo máximo tolerados, também conhecidos como limites máximos (LMs), baseados nas quantidades que causam efeitos adversos. Governos demoram para revisar informações desse tipo. Em relação aos valores dos Estados Unidos, com exceção do cálcio e da vitamina D, todos os dados são do período entre 1997 e 2004.
| Nutriente                  | RME | Maior TDR ou CA          | Maior CRP ou CA           | Limite máximo | Limite máximo | Limite máximo | Unidade |
| Nutriente                  | RME | Maior TDR ou CA          | Maior CRP ou CA           | EUA           | UE            | Japão         | Unidade |
| -------------------------- | --- | ------------------------ | ------------------------- | ------------- | ------------- | ------------- | ------- |
| Vitamina A                 | 625 | 900                      | 1300                      | 3000          | 3000          | 2700          | µg      |
| Vitamina C                 | 75  | 90                       | 155                       | 2000          | ND            | ND            | mg      |
| Vitamina D                 | 10  | 15                       | 15                        | 100           | 100           | 100           | µg      |
| Vitamina K                 | NE  | 120                      | 70                        | ND            | ND            | ND            | µg      |
| Tocoferol (Vit E)          | 12  | 15                       | 13                        | 1000          | 300           | 650-900       | mg      |
| Tiamina (Vit B1)           | 1.0 | 1.2                      | 0.1 mg/MJ                 | ND            | ND            | ND            | mg      |
| Riboflavina (Vit B2)       | 1.1 | 1.3                      | 2.0                       | ND            | ND            | ND            | mg      |
| Niacina* (Vit B3)          | 12  | 16                       | 1.6 mg/MJ                 | 35            | 10            | 60-85         | mg      |
| Ácido pantoténico (Vit B5) | NE  | 5                        | 7                         | ND            | ND            | ND            | mg      |
| Vitamin B6                 | 1.1 | 1.3                      | 1.8                       | 100           | 25            | 40-60         | mg      |
| Biotina (Vit B7)           | NE  | 30                       | 45                        | ND            | ND            | ND            | µg      |
| Ácido fólico (Vit B9)      | 320 | 400                      | 600                       | 1000          | 1000          | 900-1000      | µg      |
| Cobalamina (Vit B12)       | 2.0 | 2.4                      | 5.0                       | ND            | ND            | ND            | µg      |
| Colina                     | NE  | 550                      | 520                       | 3500          | ND            | ND            | mg      |
| Cálcio                     | 800 | 1000                     | 1000                      | 2500          | 2500          | 2500          | mg      |
| Choro                      | NE  | 2300                     | NE                        | 3600          | ND            | ND            | mg      |
| Cromo                      | NE  | 35                       | NE                        | ND            | ND            | ND            | µg      |
| Cobre                      | 700 | 900                      | 1600                      | 10000         | 5000          | 10000         | µg      |
| Flúor                      | NE  | 4                        | 3.4                       | 10            | 7             | ____          | mg      |
| Iodo                       | 95  | 150                      | 200                       | 1100          | 600           | 3000          | µg      |
| Ferro                      | 6   | 18 (mulheres) 8 (homens) | 16 (mulheres) 11 (homens) | 45            | ND            | 40-45         | mg      |
| Magnésio*                  | 350 | 420                      | 350                       | 350           | 250           | 350           | mg      |
| Manganês                   | NE  | 2.3                      | 3.0                       | 11            | ND            | 11            | mg      |
| Molibdênio                 | 34  | 45                       | 65                        | 2000          | 600           | 450-550       | µg      |
| Fósforo                    | 580 | 700                      | 640                       | 4000          | ND            | 3000          | mg      |
| Potássio                   | NE  | 4700                     | 4000                      | ND            | ND            | 2700-3000     | mg      |
| Selênio                    | 45  | 55                       | 70                        | 400           | 300           | 330-460       | µg      |
| Sódio                      | NE  | 1500                     | NE                        | 2300          | ND            | 3000-3600     | mg      |
| Zinco                      | 9.4 | 11                       | 16.3                      | 40            | 25            | 35-45         | mg      |

- Para a niacina e o magnésio parece haver uma contradição inerente à informação na tabela, pois a quantidade diária recomendada pode ser mais do que a quantidade indicada como limite máximo seguro. Para ambos os nutrientes, os limites máximos indicam a quantidade que não irá aumentar o risco de efeitos adversos quando os nutrientes são consumidos como uma porção de suplemento dietético. Magnésio acima do limite máximo pode causar diarréia. Niacina acima do limite máximo pode causar rubor no rosto e sensação de maior temperatura corporal. Cada país ou agência reguladora regional decide a margem de segurança onde os sintomas podem ocorrer, então os limites máximos podem variar.[31][32]

RME Requisitos Médios Estimados dos Estados Unidos.
TDR Tolerância Dietética Recomendada dos Estados Unidos; maior para adultos do que para crianças, e pode ser ainda maior para mulheres que estão grávidas ou amamentando.
CA Consumo Adequado dos Estados Unidos; CAs são estabelecidos quando não há informação suficiente para estabelecer RMEs e TDRs.
CRP Consumo de Referência da População é o equivalente do TDR na União Européia; é maior para adultos do que para crianças e pode ser ainda maior para mulheres que estão grávidas ou amamentando. Para Tiamina e Niacina, os CRPs são representados como quantidade por megajoule (239 kcal) de energia consumida.
Limite Máximo Níveis de consumo máximo tolerados.
ND LMs não foram determinados.
NE RMEs, CRPs ou CAs ainda não foram ou não irão ser estabelecidos (A União Européia não considera o cromo como um nutriente essencial).

## Plantas
Os nutrientes necessários às plantas consistem de mais de uma dúzia de minerais absorvidos pelas raízes, mais o dióxido de carbono e o oxigênio absorvido ou liberado pelas folhas. Todos os organismos obtêm seus nutrientes do ambiente à sua volta.
Plantas absorvem carbono, hidrogênio e oxigênio de ar e solo na forma de dióxido de carbono e água. Outros nutrientes são absorvidos do solo (exceções incluem plantas parasitas de carnívoras. Contando esses, há 17 nutrientes importantes para as plantas: os macronutrientes; nitrogênio (N), fósforo (P), potássio (K), cálcio (Ca), enxofre (S), magnésio (Mg), carbono (C), oxigênio (O) e hidrogênio (H), e os micronutrientes; ferro (Fe), Boro (B), Cloro (Cl), Manganês (Mn), zinco (Zn), cobre (Cu), molibdênio (Mo) e níquel (Ni). Além do carbono, do hidrogênio e do oxigênio, o nitrogênio, o fósforo e o enxofre também são necessários em relativamente grandes quantidades. Juntos, eles são os macronutrientes elementares para todos os organismos. Eles são provenientes de matéria inorgânica (por exemplo, dióxido de carbono, água, nitratos, fosfatos, sulfatos e moléculas diatômicas de nitrogênio e especialmente oxigênio) e matéria orgânica (carboidratos, lipídios e proteínas).

## A importância da água
O citoplasma das células vivas é constituído por uma solução aquosa de várias substâncias e, por essa razão, a água tem um lugar fundamental na nutrição dos seres vivos. Um conceito de nutriente é a de um soluto, ou seja, uma substância que sofreu dissolução em água. Deste ponto de vista, não se pode dizer que a água seja um nutriente, embora seja indispensável para o processo de absorção ou assimilação dos nutrientes.
Este conceito é mais diretamente observável nas plantas que, quando cultivadas, devem ser regadas e, muitas vezes necessitam de adubação, ou seja, é necessário fornecer-lhes uma solução em que se encontrem dissolvidos os nutrientes necessários ao seu desenvolvimento. Nos animais e seres unicelulares heterotróficos, os nutrientes são absorvidos depois da sua digestão, no sistema digestivo ou em organelas especializadas; este processo consiste em transformar os alimentos em substâncias que, em solução possam ser assimiladas pelas células.

## Nutrientes orgânicos
Os nutrientes orgânicos são sempre compostos por carbono, hidrogénio e oxigénio. Os principais nutrientes orgânicos são: os prótidos, os glícidos ou hidratos de carbono, os lípidos e as vitaminas.

### Prótidos
Este grupo de nutrientes fornece, por cada grama, 4 quilocalorias. As suas principais funções são: plástica, enzimática, de revestimento, contráctil, de transporte, hormonal, de defesa e de coagulação. Este nutriente está presente na carne, no peixe, nos ovos nas leguminosas e em alguns frutos secos tais como as nozes.